# 中条家長
中条 家長（ちゅうじょう いえなが、長寛3年（1165年） - 嘉禎2年8月25日（1236年9月26日））は、鎌倉時代の武将。義勝法橋盛尋（中条兼綱）の子。横山党小野氏の出身。従五位下、出羽守。

## 生涯
八田知家の養子となり、藤原北家道兼流と称して苗字を中条と改名した。治承・寿永の乱では源範頼の配下に藤次家長の名前が記録されており、おそらく中条家長であると推測されている。鎌倉では若宮大路沿いに自邸を構えていた。
治承8年（1184年）の一ノ谷の戦いでは、源範頼に従って参戦している。また、文治5年（1189年）から翌6年（1190年）にかけての奥州合戦や大河兼任の乱、元久2年（1205年）の畠山重忠の乱の討伐軍にも従軍している。
建久元年（1190年）、源頼朝の許諾を得ず勝手に右馬允に補任され、頼朝の不興を買って辞官した。
建久6年（1195年）には毛呂季光と私闘を起こしている。家長は知家の養子となったことで思い上がり、尊大な態度が増えたために、これを咎めてきた季光との間に悶着を起こした。この喧嘩のために、心経会が延期となった。頼朝は家長の養父知家に家長の出仕停止を命じている。建仁3年（1203年）、頼朝を奉る法華堂の奉行を務めた。
頼朝死後に政権を掌握した北条氏との関係は円満であったようで、嘉禄元年（1225年）、評定衆が設置されるとその構成員に抜擢され、幕政の中枢に参画、御成敗式目の策定などに寄与した。
嘉禎2年（1236年）8月25日、寅の刻、72歳で死去。
北条氏の近親が多くを占める評定衆に抜擢されたことから、文臣としても高い能力を持っていたと評価されている。